# Eupithecia kama
Eupithecia kama es una especie de polilla de la familia Geometridae. La especie fue descrita por primera vez por Mironov y Galsworthy habiendo sido descrita en 2010, con distribución en la India. La envergadura es de unos 20 milímetros (0,8 plg). Las alas delanteras y traseras son de color blanco cremoso. Por su morfología genital, pertenece al grupo de especies Eupithecia centaureata.